# NGC 2585
NGC 2585 (również PGC 23537) – galaktyka spiralna z poprzeczką znajdująca się w gwiazdozbiorze Hydry. Odkrył ją w roku 1886 Frank Muller.